# Teuvoa
Teuvoa is een geslacht van korstmossen behorend tot de familie Megasporaceae. De typesoort is Teuvoa uxoris.

## Soorten
Volgens Index Fungorum bevat het geslacht vijf soorten (peildatum november 2021):
| Soortnaam           | Auteur(s)                                | Publicatiejaar |
| ------------------- | ---------------------------------------- | -------------- |
| Teuvoa alpina       | Q. Ren                                   | 2018           |
| Teuvoa junipericola | Sohrabi & S.D. Leav.                     | 2013           |
| Teuvoa saxicola     | Q. Ren                                   | 2018           |
| Teuvoa tibetica     | (Sohrabi & Owe-Larss.) Sohrabi           | 2013           |
| Teuvoa uxoris       | (Werner) Sohrabi, V.J. Rico & S.D. Leav. | 2013           |